# كببيانية
الكببيانية (الاسم العلمي: Glomeromycetes) هي طائفة من الفطريات تتبع شعبة الفطريات الكببية.

## رتب
- كببيات